# 新社会主义 (法国)
新社会主义（法語：Néo-socialisme）是1930年代存在于法国和比利时的一个政治派系，源自工人国际法国支部的几个修正主义流派。1930年代，该派系逐渐与革命马克思主义和改良社会主义疏远，但又没有完全融入以激进党为代表的传统阶级合作运动。相反，他们提倡一种自上而下的革命，称之为“建设性革命”。在法国，这使该派系与工人国际法国支部传统的反政府政策产生冲突，最终该派系于1933年11月被工人国际法国支部开除。其倡导者中，有些人对法西斯主义持同情态度，并在法国被占领时期与敌军合作；另一些人则投身抵抗运动，并在战后推动了一系列改革，如统制经济、国土规划和地区主义。

## 历史

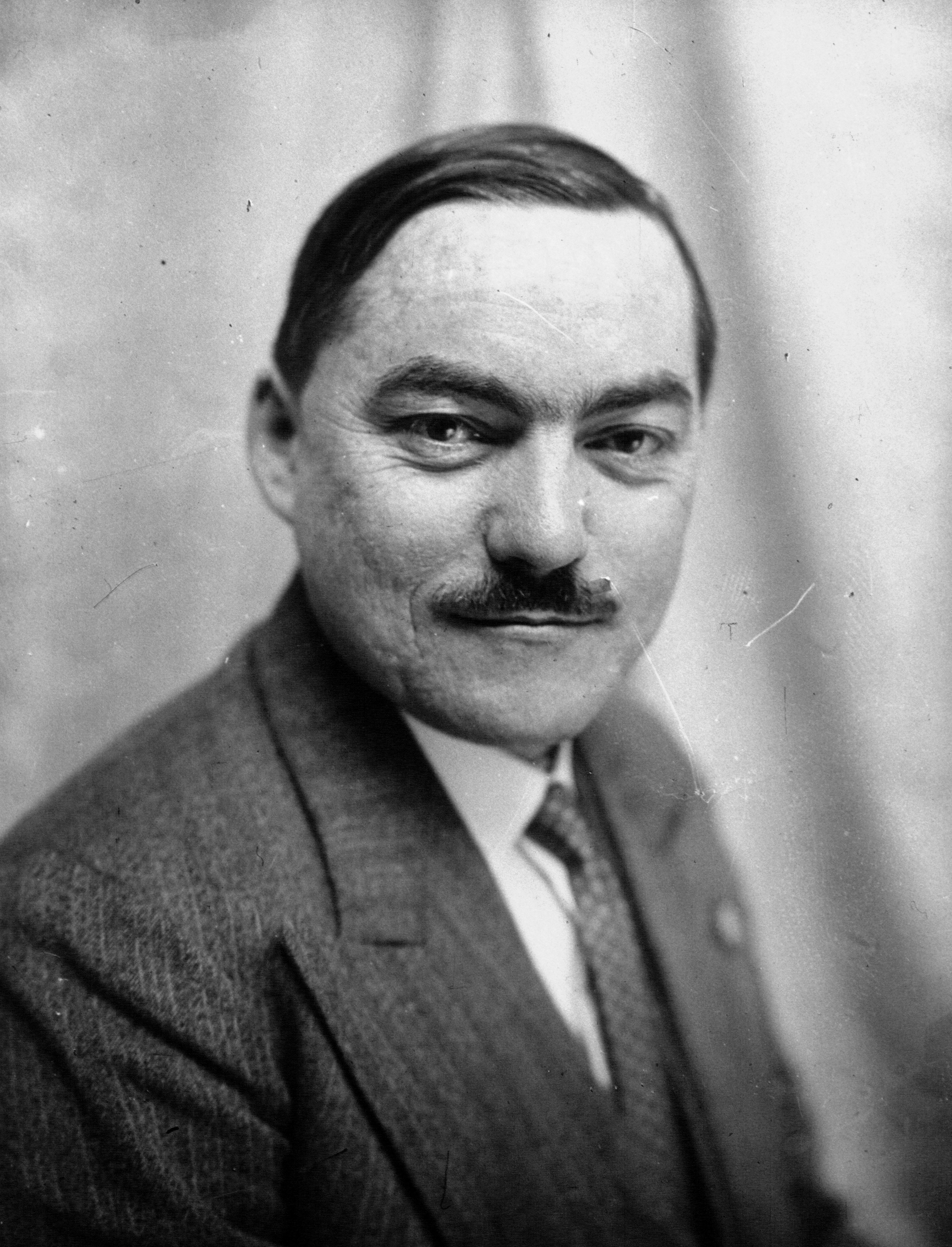
马塞尔·德阿

在大萧条的冲击下，比利时工党右翼领袖、“计划主义”（即经济计划思想）创立者亨利·德芒领导的议员集团，以及法国方面的马塞尔·德阿和皮埃尔·勒诺代尔（工人国际法国支部右翼领袖）、法国总工会的勒内·贝兰，以及激进社会党“青年土耳其派”的皮埃尔·孟戴斯-弗朗斯，纷纷提出：全球经济危机的空前规模，以及欧洲各地民族民粹主义政党的突然崛起，意味着社会主义者已无时间继续沿用议会左翼的两条传统路线——循序渐进的改良主义，或受马克思主义启发的大众革命。相反，他们受到德曼计划主义的影响，鼓吹由国家主导的“建设性革命”，通过民主授权来推动专家统治和计划经济的发展。
这一思路在1933—1934年的比利时工党中取得了显著成功，当时该党在右翼（德芒）和左翼（保罗-亨利·斯巴克）的支持下，将其确立为正式政策，尽管到了1935年热情已经减退。这类思想同样影响了法国右翼在20世纪30年代的“非顺从派”运动。更早在1930年，德阿发表了《社会主义的前景》（Perspectives socialistes），这是一部深受德曼计划主义影响的修正主义著作。连同他在工人国际法国支部右翼刊物《社会主义生活》（La vie socialiste）上发表的一百多篇文章，《社会主义的前景》标志着德阿从经典社会主义向新社会主义的转变。德阿用阶级合作与民族团结取代了阶级斗争，把社会法团主义作为组织模式，主张以反资本主义取代马克思主义式的生产方式，支持建立一个由技术官僚主导的国家，由其对经济进行规划，并以政治技术官僚制取代议会制度。
工人国际法国支部内部的新社会主义派别，包括党内资深人物德阿和皮埃尔·勒诺代尔在内，在1933年11月的党代会上被开除出党。原因之一是他们对意大利法西斯主义的欣赏，但更主要的是他们的修正主义立场：新社会主义者主张与中产阶级结盟，并倾向于与资产阶级的激进社会党妥协，以逐项推进工人国际法国支部的纲领。被逐出工人国际法国支部后，德阿及其追随者成立了“法国社会党—让·饶勒斯联盟”（1933—1935）；然而到1935年底，人民阵线的兴起夺走了新社会主义者在策略和政策上的大部分风头，于是让·饶勒斯联盟与更为传统的阶级合作派——独立社会主义者和共和社会党——合并，组建了一个规模较小的“社会主义共和联盟”。在法国总工会内部，新社会主义由贝兰领导的“工会派”（后称“整顿派”）代表。另一方面，德曼的计划主义则影响了进步中间派激进社会党左翼，即所谓“青年土耳其派”（其中包括孟戴斯-弗朗斯）。
起初，新社会主义者仍然属于广义上的左翼。德阿带领该派系加入社会主义共和联盟，这是一个由多个修正主义小党合并而成的政党，并在1936年加入人民阵线。但对民主的幻灭最终导致许多新社会主义者与传统左翼保持距离，并呼吁建立更具威权性的政府。1936年后，该派系的许多人（如德阿、保罗·福雷、阿德里安·马凯和巴泰勒米·蒙塔尼翁）转向一种参与性和民族主义的社会主义，促使他们与反动右翼联合，并支持第二次世界大战期间与纳粹德国合作的维希政府。例如，该派系的领导人勒内·贝兰和马塞尔·德阿（后者创立了合作主义政党“国家人民集会”）都成为维希政府的成员。因此，该派系在战后的法国受到抨击。与此同时，也有一些人（如亨利·奥克、马克斯·伊芒、保罗·拉马迪埃和路易·瓦隆）加入了抵抗运动；拉马迪埃在战后成为法国总理，推动了新法兰西共和国的改革，包括投票赞成马歇尔计划；而马克斯·博纳富在1942至1944年间担任维希政府的农业与供应部长，但后来也加入了抵抗运动，并因此获得了赦免。

## 延伸阅读
- Richard Griffiths. . Science and Society. October 2005, 69 (4): 580–593. doi:10.1521/siso.2005.69.4.580.